# Sumi-Otoshi

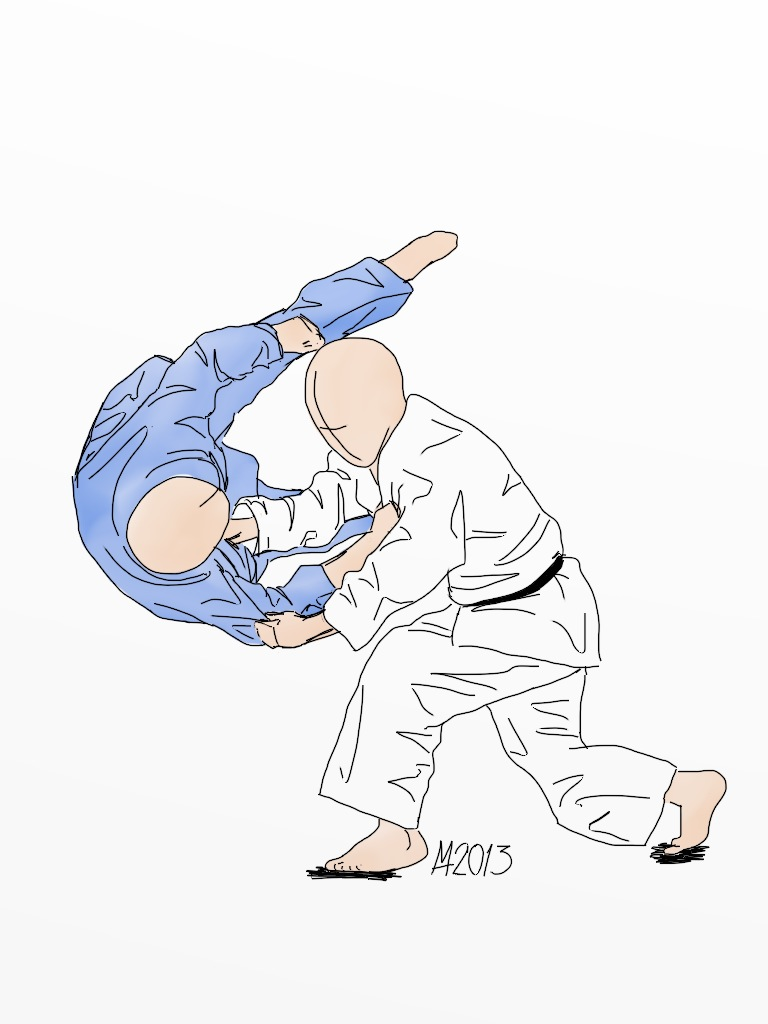
Sumi-Otoshi

Sumi-Otoshi (renversement dans le coin, en japonais : 隅落) est une technique de projection du judo et d'Aïkido. Sumi-Otoshi est la 7e technique du 5e groupe du Gokyo. Sumi-Otoshi fait partie des techniques de mains et de bras (Te-Waza).